# Flickingeria parietiformis
Flickingeria parietiformis là một loài thực vật có hoa trong họ Lan. Loài này được (J.J.Sm.) A.D.Hawkes mô tả khoa học đầu tiên năm 1965.